# Lepidodermella spinifera
Lepidodermella spinifera is een buikharige uit de familie Chaetonotidae. Het dier komt uit het geslacht Lepidodermella. Lepidodermella spinifera werd in 1991 voor het eerst wetenschappelijk beschreven door Tretyakova. 